# المتشرد
المتشرد أو الصعلوك (بالإنجليزية:The Tramp و Charlot في عدة لغات)، معروف أيضًا باسم المتشرد الصغير (بالإنجليزية:The Little Tramp) كانت الشخصية الأكثر شهرة للممثل البريطاني تشارلي تشابلن على الشاشة وأيقونة في السينما العالمية خلال عصر السينما الصامتة.
المتشرد هو أيضًا فيلم قصير قام تشابلن ببطولته كعنوان للشخصية الرئيسية.

## علم أصول الكلمات
في بريطانيا، كان المصطلح يستخدم على نطاق واسع للإشارة إلى المتشردين في أوائل العصر الفيكتوري. يشير المراسل الاجتماعي هنري مايهيو إلى ذلك في كتاباته في أربعينيات وأربعينيات القرن التاسع عشر. بحلول عام 1850 كانت الكلمة راسخة. في ذلك العام وصف مايهيو «الأنواع المختلفة من المتشردين أو المتشردين» التي يمكن العثور عليها في بريطانيا، إلى جانب «منازل المتشردين المختلفة في لندن أو البلاد». وقد ميز أنواعًا عديدة من المتشردين، بدءًا من الشباب الذين يفرون من الأسر المسيئة، إلى الأشخاص الذين يكسبون رزقهم من المتسولين المتجولين والعاهرات.
في الولايات المتحدة، أصبحت الكلمة تستخدم بشكل متكرر خلال الحرب الأهلية الأمريكية، لوصف التجربة المشتركة على نطاق واسع للقيام بمسيرات طويلة، غالبًا مع حزم ثقيلة. يعتقد أن استخدام الكلمة كاسم قد بدأ بعد فترة وجيزة من الحرب. بعض المحاربين القدامى قد طوروا إعجابهم بـ «دعوة الطريق». قد يكون البعض الآخر قد أصيب بصدمة شديدة من خلال تجربة وقت الحرب للعودة إلى الحياة المستقرة.